# بیداری (فیلم ۲۰۱۱)
بیداری (به انگلیسی: Awakening)، فیلم ترسناک بریتانیایی سال ۲۰۱۱ با کارگردانی و نوشته شده توسط نیک مورفی و با بازی ربکا هال، دومینیک وست، ایزاک همپستد رایت و ایملدا استانتون است.